# András Hegedüs

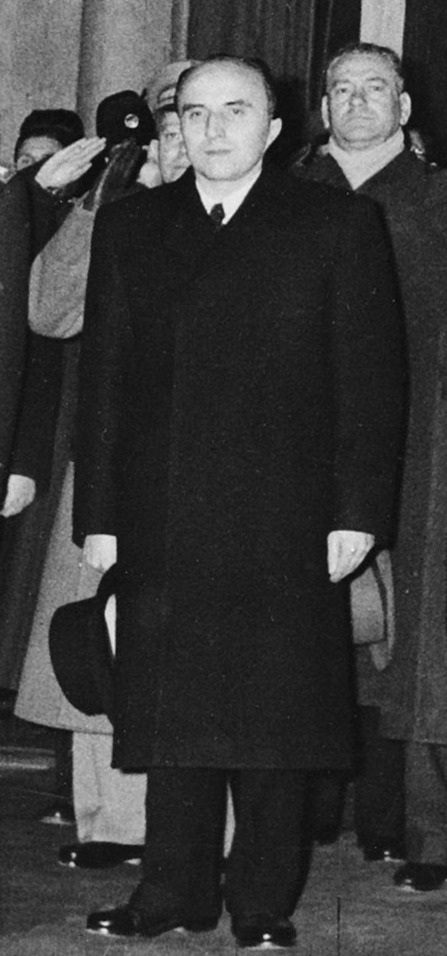
András Hegedüs, 1956

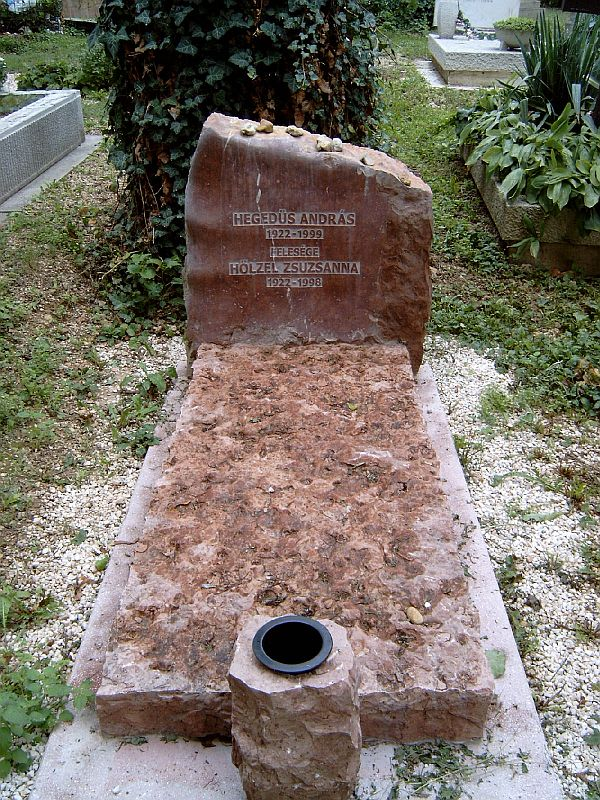
András Hegedüs Grab in Budapest (Farkasréti temető: 6/8-1-2) trägt kein †

András Hegedüs [ˈɒndraːʃ ˈhɛɡɛdyʃ] (* 31. Oktober 1922 in Szilsárkány; † 23. Oktober 1999 in Budapest) war ein ungarischer kommunistischer Politiker und von April 1955 bis Oktober 1956 der stalinistische Ministerpräsident Ungarns, bevor er in Folge des Ungarischen Volksaufstands in die Sowjetunion flüchtete.

## Leben
Nach dem Abitur in Sopron studierte Hegedüs Elektroingenieurswesen an der Technischen und Wirtschaftswissenschaftlichen Universität Budapest. Während des Zweiten Weltkriegs wurde er Mitglied der illegalen „Friedenspartei“, des „Bundes der Kommunistischen Jugend“ und der 1944 (wieder-)gegründeten Ungarischen Kommunistischen Partei.
In der ersten Regierung unter Imre Nagy wurde er 1953 Landwirtschaftsminister sowie Erster Stellvertretender Präsident des Ministerrates.
Nach einem innerparteilichen Machtkampf löste Hegedüs, ein Anhänger des Stalinisten Mátyás Rákosi, der seit 1945 die „Sowjetisierung“ Ungarns betrieben hatte und auch nach seinem Rücktritt als Ministerpräsident KP-Parteichef geblieben war, Nagy als Ministerpräsidenten ab; er machte dessen Reformen wieder rückgängig („Restalinisierung“), was in der Folge zum Volksaufstand führte. Hegedüs unterzeichnete für Ungarn den Warschauer Pakt. Am 24. Oktober 1956 wurde er zum Stellvertretenden Premierminister ernannt, am 28. Oktober 1956 forderte er die Hilfe der Sowjetunion zur Niederschlagung des Aufstandes an. Am 29. Oktober setzte er sich in die UdSSR ab.
Nachdem Imre Nagy im Juni 1958 hingerichtet worden war, kehrte Hegedüs im September 1958 aus dem Exil in Moskau, wo er Soziologie studiert hatte, nach Ungarn zurück. 1962 wurde er Mitarbeiter für Volkswirtschaft an der Ungarischen Akademie der Wissenschaften und Präsident des Zentralamts für Statistik. 1968 wandte er sich gegen den Einmarsch der Truppen des Warschauer Paktes in die Tschechoslowakei. 1973 wurde gegen ihn Anklage wegen „Revisionismus“ – der Rücknahme von Nagys Reformen – erhoben, und er wurde aus der KP ausgeschlossen. Seit 1975 hielt er international Vorträge über Osteuropa.
Zu den politischen Umständen der Zeit zwischen 1950 und 1957 siehe Ungarischer Volksaufstand und Ernő Gerő

## Werke
- Im Schatten einer Idee. Eine Befragung von Zoltán Zsille zur Vergangenheitsbewältigung eines Stalinisten. Zürich 1986 ISBN 3-250-10042-0